# Batalla de Dorilea (1147)
La batalla de Dorilea fue un combate que entablaron las fuerzas de los cruzados contra los musulmanes durante la Segunda Cruzada en el siglo XII, en Dorilea, la batalla fue una victoria para los musulmanes.

## Antecedentes
Tras la escalada de fricciones que había causado el ejército de cruzados alemanes en territorio del Imperio Romano de Oriente, en el que incluso se había llegado a las armas, los cruzados recibieron orden de trasladarse de las cercanías de Constantinopla hacia las costas asiáticas del Bósforo, y desde esta ruta tenían intención de llegar a Tierra Santa.

## Batalla
Cuando los cruzados atravesaban la llanura de Anatolia sufrieron constantes ataques relámpago de los selyúcidas, los cuales eran excelentes en tácticas de ataque sorpresa como éstas. La infantería cruzada, menos equipada y cansada de la caminata, fueron los más vulnerables a los ataques de arqueros a caballo, los cuales cayeron heridos o muertos. El territorio por donde pasaban era bastante árido y estéril; esto dificultaba la provisión de agua y alimento, lo que les debilitó. Cuando los alemanes llevaban tres días de marcha, pasada Dorilea, los mandos ordenaron volver atrás y reagruparse. Mientras iniciaban la retirada, el 25 de octubre, los selyúcidas atacaron y provocaron que los cruzados empezaron a huir desordenadamente. Conrado III fue uno de los heridos por las flechas durante esta retirada.

## Consecuencias
Al llegar a tierras sobre firme control bizantino los ataques selyúcidas cesaron. 
Las pérdidas entre los croatas alemanes son difíciles de calcular, pero la idea de que el ejército alemán fuera completamente destruido en las cercanías de Dorilea es insostenible, porque se sabe que más tarde se unieron al ejército cruzado de Luis VII, en Nicea, para seguir juntos la ruta de la costa, al oeste de Anatolia. Ambos ejércitos volvieron a ser el objetivo de los ataques seljúcides y entonces, Conrado y su élite abandonaron en barco y regresaron a Constantinopla. Allí Conrado se reconcilió con el emperador Manuel I Comneno. El resto del ejército alemán, junto con los franceses, se trasladó a Antalya, y continuaron hacia Tierra Santa. Manuel I proveyó de barcos para trasladar a Conrado y su séquito hacia Palestina. El siguiente paso de la Segunda Cruzada sería tomar Damasco, hito que tampoco consiguieron.